# Knut V. Dánský
Knut V. Dánský (Knud V Magnussen) (asi 1129 – 9. srpen 1157) byl králem Dánska v letech 1146 a 1157. O moc v zemi bojoval se Svenem III. a Valdemarem I.

## Život

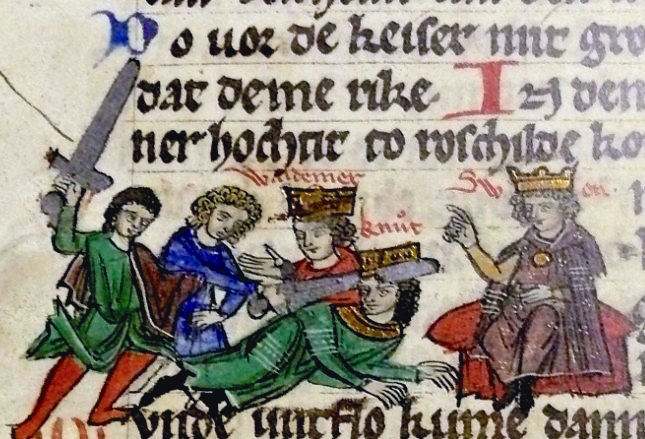
Krvavá hostina v Roskilde, Saská světová kronika

Knut byl synem Magnusse Nilsona, dánského prince a krátce také švédského krále, a jeho manželky Richenzy Polské.
Po abdikaci Erika III. v roce 1146 byl Sven III. zvolen králem mágnáty v Sjælland, zatímco Knut byl zvolen Jutsku.
V příštích letech Knut bojoval o moc se Svenem, přičemž Knuta podporoval arcibiskup Eskil z Lundu. Sven si však zajistil Eskilovu loajalitu, když věnoval arcibiskupství v Lundu pozemky. Poté byla Knutova moc omezena na Jutsko.
Po několika bitvách Sven dobyl ostrov Fyn a části Jutska. Sven a třetí z uchazečů o trůn, Valdemar I., porazili Knuta v Jutsku v roce 1150 a Knut zvolil exil u dvora manžela své matky, švédského krále Sverkera I.
V roce 1152 se římskoněmeckým králem stal Fridrich I. Barbarossa. Ten Svena stanovil „hlavním králem“, Knut měl získat část Dánska a třetí z uchazečů o trůn, Valdemar I., si měl podržet Šlesvicko. Sven však Knutovi přidělil jen malé území.
V roce 1154 byl Sven svržen aliancí Knuta a Valdemara, který byl jmenován Knutovým spoluvládcemm. Knut nyní měl za spojence také švédského krále Sverkera, s jehož dcerou Helenu se měl oženit.
Eskil a velká část Svenových dalších spojenců ho opustila a byl tedy nucen odejít do německého exilu. Vrátil se až po třech letech, když získal podporu vévody Jindřicha Lva. To přinutilo dánské magnáty rozdělit zemi na Jutsko, Sjælland a Skåne. Knut se stal vládcem Sjællandu.
Během slavnosti v Roskilde 9. srpna 1157 měl Sven III. v plánu zavraždit další dva dánské spoluvládce, to se mu však podařilo jen v případě Knuta. Valdemar utekl do Jutska a 23. října 1157 Svena a jeho armádu porazil u Grathe Hede. Svena zřejmě zabili rolníci, kteří ho našli, zatímco byl i s koněm uvězněný v bažině.
Jediný přeživší ze spoluvládců Valdemar se tak stal jediným králem Dánska. V roce 1157 se oženil s Knutovu nevlastní sestrou Sofií.

## Manželství a potomci
Méně než rok před smrtí se Knut oženil s Helenou Švédskou, neměli však spolu žádné děti. Mimo Knut zplodil řadu potomků.